# Arcis-sur-Aube

Arcis-sur-Aube este o comună în departamentul Aube din nord-estul Franței. În 1 ianuarie 2022 avea o populație de 2.779 de locuitori.